# Dolní Hbity
Dolní Hbity (en allemand : Unter Chbit) est une commune du district de Příbram, dans la région de Bohême-Centrale, en République tchèque. Sa population s'élevait à 893 habitants en 2020.

## Géographie
Dolní Hbity se trouve à 10 km au nord-ouest de Krásná Hora nad Vltavou, à 13 km à l'est-sud-est de Příbram et à 51 km au sud-sud-est de Prague.
La commune est limitée par Višňová et Obory au nord, par Kamýk nad Vltavou à l'est, par Zduchovice, Solenice et Smolotely au sud, et par Milín et Jablonná à l'ouest.

## Histoire
La première mention écrite de la localité date de 1325.

## Administration
La commune se compose de huit quartiers :
- Dolní Hbity
- Horní Líšnice
- Jelence
- Káciň
- Kaliště
- Luhy
- Nepřejov
- Třtí

## Transports
Par la route, Dolní Hbity se trouve à 14 km de Příbram et à 63 km de Prague.